# Koloniale waren

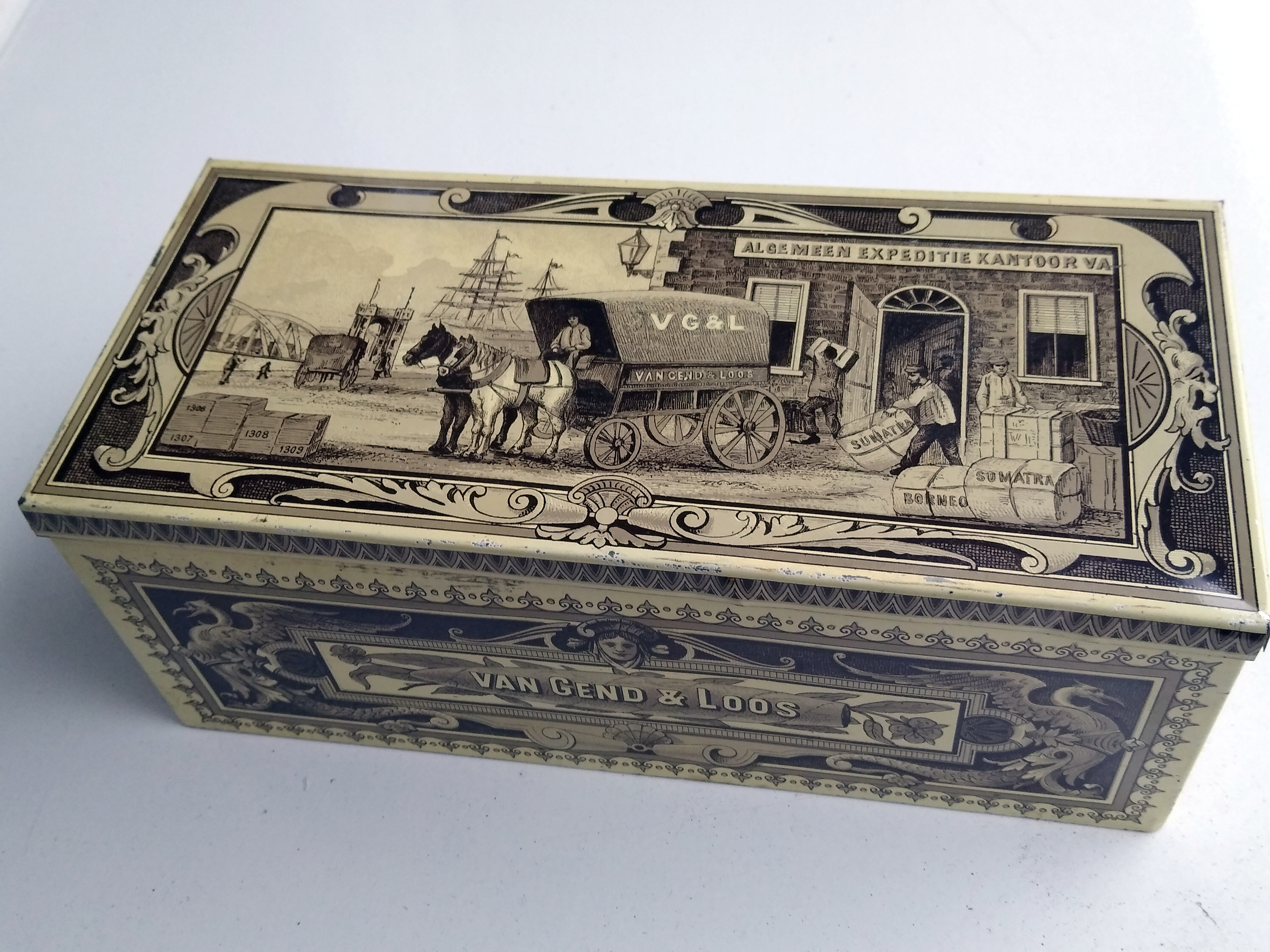
Transport van koloniale waren, afgebeeld op een sigarenblik van Van Gend & Loos

Een winkel in koloniale waren in Nijmegen omstreeks 1900

Onder koloniale waren verstaat men een aantal goederen zoals die uit de voormalige koloniën afkomstig waren of daar werden verbouwd. Het betrof voornamelijk voedings- en genotmiddelen zoals koffie, thee, cacao, tabakswaren, rietsuiker, tropische specerijen, aardappelen en palmolie. Ook werd uit de koloniën afkomstige textiel en andere handwerkproducten verkocht. Het begrip 'koloniale waren' werd zeker al in de 18e eeuw gehanteerd, zowel in Nederland als in Vlaanderen.
Als overige koloniale producten kunnen nog worden genoemd katoen, rubber, hardhout, kinabast en indigo. Dit betreft grondstoffen, niet direct voor de detailhandel.
Er bestonden groothandelsfirma's in koloniale waren en na verloop van tijd verschenen ook detailhandels in tal van plaatsen. Koloniale waren kwamen voor een steeds breder publiek ter beschikking. Een typisch voorbeeld daarvan zijn de koffiehuizen ('Kaffees'). 
Naarmate de transportmiddelen goedkoper werden verdween het min of meer avontuurlijke karakter van de koloniale handel. Daarmee verdween ook de noodzaak tot specialisatie in deze waren. De winkeliers verbreedden hun assortiment bijvoorbeeld tot allerlei kruidenierswaren; dit zijn de voorlopers van de huidige supermarkten. Andere firma's specialiseerden zich toch op één bepaald product, zoals koffie of textiel. Uiteraard werd door de grotere firma's ook de verwerking ter hand genomen - en soms zelfs de productie, door middel van investering in plantages.
De handel in koloniale waren was voor veel firma's zeer profijtelijk en er werd door hen fortuin mee vergaard. Diverse grote bedrijven, zoals Douwe Egberts (koffie), Van Nelle (koffie, thee en tabak), Delhaize (warenhuisketen) en Colruyt (warenhuisketen) zijn uit handel in koloniale waren voortgekomen. Ook enkele grote financiele instellingen (banken, verzekeraars) zijn ooit begonnen als handelsfirma in koloniale waren. 
De term 'koloniale waren' verdween echter. Ze leeft nog voort in enkele oude panden, enkele opschriften en in sommige literaire werken.